# 安塔區 (安塔省)
安塔區（西班牙語：Distrito de Anta），是秘魯的一個區，位於該國南部庫斯科大區的安塔省，始建於1825年6月21日，面積202.58平方公里，海拔高度3,337米，2005年人口17,259，人口密度每平方公里85人。